# Dunn (Karolina Północna)
Dunn – miasto w Stanach Zjednoczonych, w stanie Karolina Północna, w hrabstwie Harnett.
Urodził się tutaj amerykański generał dywizji William C. Lee, który jest nazywany ojcem amerykańskiego spadochroniarstwa oraz był pierwszym dowódcą 101 Dywizji Powietrznodesantowej.